# Известь (материал)

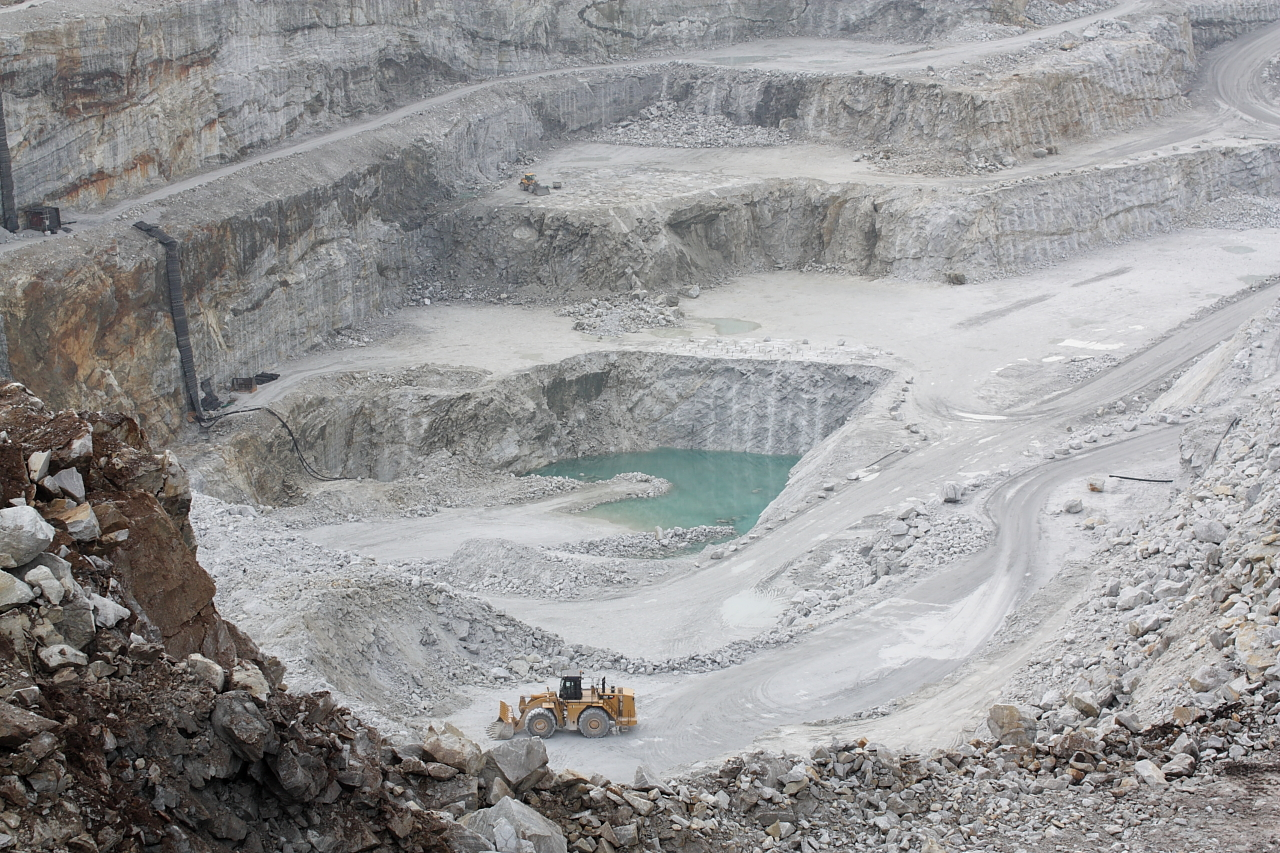
Добыча известняка (Норвегия)

Известь (из греч. ἄσβεστος «неугасимый») — материал, получаемый путём обжига (не до расплава) карбонатных горных пород (известняков, мела — преимущественно СаСО3), которые при нагревании распадаются до оксидов. По химическому составу она почти полностью состоит из свободных оксидов кальция и магния с преимущественным содержанием СаО. Применяется в строительстве, а также для получения различных химических веществ, некоторые из которых также носят название «известь».
В зависимости от типа породы, из которой произведена известь, она может быть кальциевой, магнезиальной или доломитовой. Также такой материал принято разделять на известь среднего, быстрого или медленного гашения.
Известь не следует путать с гипсом, состоящим преимущественно из сульфата кальция (СаSО4).